# 청학문화센터

청학문화센터(비류대로294번길 26)

청학문화센터는 인천광역시 연수구 비류대로 299(청학동)에 위치한 연수문화재단 복지시설 건물로 연수구 청학동 행정복지센터와 연계된 건물로 신축 이전 하였다.
연수문화원 및 청학동 주민자치회, 청학동행정복지센터 인근에 위치해 있다.

## 개요
2024년 11월 08일부터 11일까지 이전 준비기간을 마쳐 개소하였다. 새롭게 신축건물로 지어진 이후, 청학노인복지관과 행정복지센터, 문화원이 비교적 가까운 거리에 모두 인접하게 배치되었다.
과거 인천광역시 연수구 비류대로294번길 26에 위치한 행정복지센터의 이전과 함께 신축건물로 확장되었다 볼 수 있다. 비류대로의 큰길과 청학사거리 지하차도 때문에 육교를 이용하여 건너야 한다.
인천광역시 관할 복지시설로 연수구 청사 시설물관리가 이루어지며, 연수구청 관할, 인천문화재단, 연수문화재단 운영 소속이다.
- 위치 : 인천광역시 연수구 비류대로 299(청학동)

## 시설
- 청학아트홀 : 388.15㎡ (약 30여평 규모)
- 전시실 : 95㎡ (청학동 예술/문화 시민을 위한 미술, 전시행사 공간)

## 사진

청학문화센터(비류대로294번길 26)
청학문화센터(비류대로294번길 26)
청학문화센터(비류대로294번길 26)